# Восток (Самарская область)
Восто́к — железнодорожный разъезд в Безенчукском районе Самарской области. Входит в состав городского поселения Безенчук.

## География
Населённый пункт находится у железнодорожной линии Сызрань — Чапаевск, на расстоянии менее 5 км (по прямой) к востоку от посёлка городского типа Безенчук, административного центра района.

## Население
| 2010 | 2012 | 2013 | 2014 | 2015 | 2016 |
| ---- | ---- | ---- | ---- | ---- | ---- |
| 13   | →13  | →13  | →13  | ↘8   | →8   |

### Национальный состав
Согласно результатам переписи 2002 года, в национальной структуре населения русские составляли 100 % из 14 чел.